# Acoridon manningi
Acoridon manningi is een bidsprinkhaankreeftensoort uit de familie van de Coronididae. De wetenschappelijke naam van de soort is voor het eerst geldig gepubliceerd in 1983 door Adkinson, Heard & Hopkins.